# Associação Brasileira de Cidadania e Desenvolvimento 2023-2024
Questa voce raccoglie le informazioni riguardanti l'Associação Brasileira de Cidadania e Desenvolvimento nella stagione 2023-2024.

## Stagione
L'Associação Brasileira de Cidadania e Desenvolvimento utilizza la denominazione sponsorizzata Araguari Vôlei nella stagione 2023-24.
Partecipa per la seconda volta alla Superliga Série A, ottenendo un sesto posto in regular season: ai play-off scudetto viene eliminato ai quarti di finale dal Sesi, terminando l'annata con un ottavo posto finale.
Nel Campionato Mineiro, dopo la sconfitta in semifinale contro il Minas, si aggiudica la finale per il terzo posto contro l'Asepel.

## Organigramma societario
Area direttiva
- Presidente: André Gomes

Area tecnica
- Allenatore: Luis da Silva
- Assistente allenatore: Ricardo Murbach
- Preparatore atletico: José Martins

Area sanitaria
- Fisioterapista: Gabriel Nieto

## Rosa
| N° | Nome              | Ruolo | Data di nascita  | Nazionalità sportiva |
| -- | ----------------- | ----- | ---------------- | -------------------- |
| 1  | Gustavo Nogueira  | P     | 15 febbraio 1995 | Brasile              |
| 2  | Leonardo Kihara   | L     | 2 giugno 2001    | Brasile              |
| 3  | Yadrian Escobar   | O     | 12 luglio 1988   | Cuba                 |
| 4  | Álvaro Barbosa    | C     | 5 aprile 2000    | Brasile              |
| 5  | Aleksej Nalobin   | C     | 3 ottobre 1989   | Russia               |
| 6  | Anderson de Souza | P     | 5 dicembre 2003  | Brasile              |
| 7  | Guilherme Santana | O     | 27 gennaio 2002  | Brasile              |
| 8  | Pietro Santos     | C     | 18 giugno 2001   | Brasile              |
| 9  | Bruno Temponi     | P     | 11 febbraio 1986 | Brasile              |
| 10 | Lucas Figueiredo  | S     | 20 aprile 1999   | Brasile              |
| 11 | Gabriel Pessoa    | S     | 14 aprile 1993   | Brasile              |
| 13 | Ian Ferreira      | C     | 3 gennaio 2003   | Brasile              |
| 10 | Maicon dos Santos | S     | 27 aprile 2004   | Brasile              |
| 15 | Pedro Tomasi      | L     | 12 gennaio 2001  | Brasile              |
| 18 | Bruno Alves       | P     | 18 maggio 1989   | Brasile              |
| 19 | Endriu Kazmirski  | P     | 28 giugno 2002   | Brasile              |

## Mercato
| Acquisti                               | Acquisti          | Acquisti    | Acquisti   |
| R.                                     | Nome              | da          | Modalità   |
| -------------------------------------- | ----------------- | ----------- | ---------- |
| P                                      | Anderson de Souza | Praia Clube | definitivo |
| O                                      | Yadrian Escobar   | Guaguas     | definitivo |
| C                                      | Ian Ferreira      | Praia Clube | definitivo |
| L                                      | Leonardo Kihara   | Futuro      | definitivo |
| C                                      | Aleksej Nalobin   | Hekimoğlu   | definitivo |
| P                                      | Gustavo Nogueira  | Suzano      | definitivo |
| S                                      | Gabriel Pessoa    | Lvi Praha   | definitivo |
| Trasferimenti nel corso della stagione |                   |             |            |
| P                                      | Endriu Kazmirski  | Santo André | definitivo |

| Cessioni                               | Cessioni           | Cessioni          | Cessioni   |
| R.                                     | Nome               | a                 | Modalità   |
| -------------------------------------- | ------------------ | ----------------- | ---------- |
| P                                      | Gabriel Fogaça     | Santo André       | definitivo |
| O                                      | Alejandro González | České Budějovice  | definitivo |
| S                                      | Maxillam Lima      | AEESB             | definitivo |
| C                                      | Rafael Martins     | -                 | ritirato   |
| S                                      | Gabriel Ostapechen | Suzano            | definitivo |
| C                                      | Eduardo Pires      | ?                 | definitivo |
| S                                      | Matias Provensi    | APAN              | definitivo |
| C                                      | Guilherme Rech     | Sada              | definitivo |
| L                                      | Lucas Silva        | Sada              | definitivo |
| P                                      | Pedro Sousa        | Sada              | definitivo |
| Trasferimenti nel corso della stagione |                    |                   |            |
| P                                      | Anderson de Souza  | Academia do Vôlei | definitivo |

## Risultati

### Superliga Série A

#### Girone di andata
| 1ª giornata - 13 novembre 2023 Ginásio General Mário Brum, Uberlândia      | ABCD              | 0 - 3 | Minas             | 21-25, 22-25, 22-25               |
| 2ª giornata - 19 novembre 2023 Ginásio Marcello de Castro Leite, San Paolo | Sesi              | 3 - 1 | ABCD              | 25-20, 22-25, 29-27, 25-19        |
| 3ª giornata - 23 novembre 2023 Ginásio General Mário Brum, Uberlândia      | ABCD              | 3 - 2 | BVC               | 25-17, 25-17, 20-25, 17-25, 15-11 |
| 4ª giornata - 26 novembre 2023 Ginásio General Mário Brum, Uberlândia      | ABCD              | 0 - 3 | Academia do Vôlei | 25-27, 18-25, 22-25               |
| 5ª giornata - 4 dicembre 2023 Arena Suzano, Suzano                         | Suzano            | 0 - 3 | ABCD              | 28-30, 16-25, 14-25               |
| 6ª giornata - 11 dicembre 2023 Ginásio General Mário Brum, Uberlândia      | ABCD              | 1 - 3 | Amigos do Vôlei   | 16-25, 25-21, 17-25, 20-25        |
| 7ª giornata - 19 dicembre 2023 Ginásio General Mário Brum, Uberlândia      | ABCD              | 3 - 2 | APAN              | 17-25, 25-20, 22-25, 25-19 15-13  |
| 8ª giornata - 23 dicembre 2023 Ginásio do Riacho, Belo Horizonte           | Sada              | 3 - 0 | ABCD              | 25-21, 25-21, 25-20               |
| 9ª giornata - 7 gennaio 2024 Centreventos Cau Hansen, Joinville            | Norte Catarinense | 1 - 3 | ABCD              | 25-18, 23-25, 18-25, 21-25        |
| 10ª giornata - 13 gennaio 2024 Ginásio General Mário Brum, Uberlândia      | ABCD              | 3 - 1 | AEESB             | 25-18, 22-25, 25-22, 25-21        |
| 11ª giornata - 16 gennaio 2024 Ginásio Ponte Grande, Guarulhos             | Índios Guarus     | 3 - 0 | ABCD              | 25-19, 25-16, 25-22               |

#### Girone di ritorno
| 12ª giornata - 21 gennaio 2024 Arena Juscelino Kubitschek, Belo Horizonte    | Minas             | 1 - 3 | ABCD              | 21-25, 25-16, 35-37, 24-26        |
| 13ª giornata - 30 gennaio 2024 Ginásio General Mário Brum, Uberlândia        | ABCD              | 3 - 2 | Sesi              | 25-23, 29-27, 23-25, 21-25, 15-10 |
| 14ª giornata - 5 febbraio 2024 Ginásio do Taquaral, Campinas                 | BVC               | 3 - 1 | ABCD              | 23-25, 25-22, 25-20, 25-20        |
| 15ª giornata - 10 febbraio 2024 Ginásio Poliesportivo Raul Belém, Uberlândia | Academia do Vôlei | 1 - 3 | ABCD              | 25-22, 17-25, 17-25, 23-25        |
| 16ª giornata - 20 febbraio 2024 Ginásio General Mário Brum, Uberlândia       | ABCD              | 3 - 1 | Suzano            | 22-25, 25-19, 25-23, 29-27        |
| 17ª giornata - 25 febbraio 2024 Farma Conde Arena, São José dos Campos       | Amigos do Vôlei   | 3 - 0 | ABCD              | 25-11, 25-17, 25-21               |
| 18ª giornata - 3 marzo 2024 Ginásio Sebastião Cruz, Blumenau                 | APAN              | 3 - 2 | ABCD              | 25-20, 21-25, 20-25, 25-23, 15-13 |
| 19ª giornata - 5 marzo 2024 Ginásio General Mário Brum, Uberlândia           | ABCD              | 0 - 3 | Sada              | 20-25, 16-25, 19-25               |
| 20ª giornata - 13 marzo 2024 Ginásio Oranides do Nascimento, Uberlândia      | ABCD              | 3 - 0 | Norte Catarinense | 25-20, 25-20, 27-25               |
| 21ª giornata - 20 marzo 2024 Ginásio Municipal Tancredo Neves, Montes Claros | AEESB             | 0 - 3 | ABCD              | 19-25, 16-25, 20-25               |
| 22ª giornata - 27 marzo 2024 Ginásio General Mário Brum, Uberlândia          | ABCD              | 3 - 0 | Índios Guarus     | 25-21, 25-22, 25-19               |

#### Play-off scudetto
| Quarti di finale (gara 1) - 1º aprile 2024 Ginásio Paulo Skaf, Bauru             | Sesi | 2 - 3 | ABCD | 16-25, 33-35, 25-21, 25-17, 11-15 |
| Quarti di finale (gara 2) - 5 aprile 2024 Ginásio General Mário Brum, Uberlândia | ABCD | 2 - 3 | Sesi | 24-26, 18-25, 25-23, 25-23, 13-15 |
| Quarti di finale (gara 3) - 10 aprile 2024 Ginásio Paulo Skaf, Bauru             | Sesi | 3 - 1 | ABCD | 20-25, 25-19, 25-21, 25-18        |

## Statistiche

### Statistiche di squadra
| Competizione      | Punti | In casa | In casa | In casa | In trasferta | In trasferta | In trasferta | Totale | Totale | Totale |
| Competizione      | Punti | G       | V       | P       | G            | V            | P            | G      | V      | P      |
| ----------------- | ----- | ------- | ------- | ------- | ------------ | ------------ | ------------ | ------ | ------ | ------ |
| Superliga Série A | 34    | 12      | 7       | 5       | 13           | 6            | 7            | 25     | 13     | 12     |
| Totale            | -     | 12      | 7       | 5       | 13           | 6            | 7            | 25     | 13     | 12     |

### Statistiche dei giocatori
| Giocatore     | Superliga Série A | Superliga Série A | Superliga Série A | Superliga Série A | Superliga Série A | Totale | Totale | Totale | Totale | Totale |
| Giocatore     | P                 | PT                | AV                | MV                | BV                | P      | PT     | AV     | MV     | BV     |
| ------------- | ----------------- | ----------------- | ----------------- | ----------------- | ----------------- | ------ | ------ | ------ | ------ | ------ |
| B. Alves      | 21                | 47                | 22                | 19                | 6                 | 21     | 47     | 22     | 19     | 6      |
| Á. Barbosa    | 25                | 202               | 136               | 53                | 13                | 25     | 202    | 136    | 53     | 13     |
| A. de Souza   | -                 | -                 | -                 | -                 | -                 | -      | -      | -      | -      | -      |
| M. dos Santos | 17                | 102               | 86                | 14                | 2                 | 17     | 102    | 86     | 14     | 2      |
| Y. Escobar    | 25                | 398               | 370               | 12                | 16                | 25     | 398    | 370    | 12     | 16     |
| I. Ferreira   | 0                 | 0                 | 0                 | 0                 | 0                 | 0      | 0      | 0      | 0      | 0      |
| L. Figueiredo | 9                 | 27                | 21                | 4                 | 2                 | 9      | 27     | 21     | 4      | 2      |
| E. Kazmirski  | 3                 | 0                 | 0                 | 0                 | 0                 | 3      | 0      | 0      | 0      | 0      |
| L. Kihara     | 13                | 0                 | 0                 | 0                 | 0                 | 13     | 0      | 0      | 0      | 0      |
| A. Nalobin    | 16                | 100               | 68                | 27                | 5                 | 16     | 100    | 68     | 27     | 5      |
| G. Nogueira   | 23                | 6                 | 1                 | 3                 | 2                 | 23     | 6      | 1      | 3      | 2      |
| G. Pessoa     | 25                | 270               | 218               | 28                | 24                | 25     | 270    | 218    | 28     | 24     |
| G. Santana    | 21                | 65                | 58                | 6                 | 1                 | 21     | 65     | 58     | 6      | 1      |
| P. Santos     | 16                | 98                | 61                | 32                | 5                 | 16     | 98     | 61     | 32     | 5      |
| B. Temponi    | 20                | 145               | 129               | 10                | 6                 | 20     | 145    | 129    | 10     | 6      |
| P. Tomasi     | 25                | 0                 | 0                 | 0                 | 0                 | 25     | 0      | 0      | 0      | 0      |

P = presenze; PT = punti totali; AV = attacchi vincenti; MV = muri vincenti; BV = battute vincenti